# Alla ricerca della Valle Incantata 12 - Il giorno dei rettili volanti
Alla ricerca della Valle Incantata 12 - Il giorno dei rettili volanti (The Land Before Time XII: The Great Day of the Flyers) è il dodicesimo film della serie Alla ricerca della Valle Incantata.

## Trama
Petrie è molto preoccupato per l'avvicinarsi del "Giorno dei volatili", l'esibizione aerea dei suoi simili con cui i giovani diventano ufficialmente grandi, a causa della sua difficoltà nel volare a tempo con i fratelli. È spaventato dalle nuvole e per questo spesso cade, trascinando con sé anche gli altri che lo coprono di rimproveri.
Nel frattempo Tricky è gelosa perché suo padre non pensa più molto a lei, impegnato con Tria e con la figlia che attendono. Un giorno, mentre Piedino, Tricky, Ducky e Spike cercano di aiutare Petrie a ritrovare fiducia in se stesso, un forte colpo di vento lo fa finire contro un altro dinosauro: il rettile si presenta come Guido, di aspetto simile a Petrie ma ricoperto di piume (Microraptor). Guido non conosce la sua vera identità, non avendo mai conosciuto i suoi simili, perciò i ragazzi dovranno cercare un modo per integrarlo nella comunità della Valle Incantata; purtroppo, però, Guido non riesce a fare molto.
Intanto l'uovo del padre di Tricky e Tria si schiude, rivelando una femmina che viene chiamata Trisha; Tricky si rende conto che suo padre e Tria non fanno altro che badare alla nuova arrivata e si sente ancora più emarginata.
La notte prima del Giorno dei volatili, Guido cerca di far ritrovare a Petrie la fiducia in sé stesso offrendogli consigli per migliorare la sua abilità di volo con i fratelli. L'idea riesce e Petrie è felice di essere finalmente in sincronia con i suoi fratelli, tant'è che permette a Guido di entrare nella sua famiglia, con grande stupore di tutti; anche Tricky riesce a fare amicizia con la nuova sorellina, che contraccambia prendendola in simpatia.
Una notte, Guido, sonnambulo si avventura per la valle, e Petrie lo segue, svegliando, per collaborare a tenerlo lontano dai pericoli,  Piedino, Tricky, Ducky e Spike. Non fanno però in tempo ad impedire che Guido si butti in un precipizio, ma in quest'occasione scoprono che Guido sa volare. Sfortunatamente il vagabondare inconscio di Guido lo porta fino al Misterioso Al di là, dove atterra e si sveglia su un grosso Denti Aguzzi (Spinosaurus) che incomincia ad inseguirlo. Petrie riesce ad afferrarlo ed entrambi cercano di sfuggire al feroce predatore, poi, quando Petrie comincia a essere stanco per il peso di Guido, gli altri amici attirano l'attenzione del Denti Aguzzi facendolo incastrare tra due rocce per poi ritornare di corsa nella Valle Incantata. Manca poco all'inizio del Giorno dei volatili e Petrie è troppo stanco ma, per non demoralizzare Guido che se ne sente responsabile,  decide di partecipare comunque alla prova.
Petrie, grazie a ciò che ha imparato da Guido, riesce finalmente a sincronizzarsi con i suoi fratelli nelle acrobazie aeree e addirittura ne inventa di nuove.  Durante la parata fanno un cameo Mo (l'Ophtalmosaurus apparso nel nono film) e i minisauri (i Mussauri apparsi nel precedente film). In quel momento, Trisha, mentre presenzia allo spettacolo, cade in un fiume: le sue urla attirano l'attenzione di Piedino, Tricky, Ducky, Petrie, Spike e Guido che cercano di salvarla. Guido scopre in questa occasione di essere capace di volare, ma finisce nel fiume con la piccola, in pericolosa traiettoria verso una cascata. Petrie e i suoi fratelli li salvano, ma Trisha si stacca dal gruppo e ha bisogno di essere salvata di nuovo da Tricky.
Al ritorno sulla terraferma, il padre di Tricky ringrazia Guido, Petrie, i suoi fratelli e sua figlia per il loro altruismo nei confronti di Trisha; quest'ultima, con grande gioia di tutti, pronuncia la sua prima parola che è "Tlicky", rivolta alla sorellona, che ritrova la pace dello spirito perché si sente stimata da tutti.

## Home Video
In Italia, il film è stato distribuito in DVD dalla Universal Pictures Home Entertainment il 7 dicembre 2006.

## Doppiaggio
| Personaggio        | Doppiatore originale | Doppiatore italiano |
| ------------------ | -------------------- | ------------------- |
| Piedino            | Nick Price           | Sonia Mazza         |
| Tricky             | Anndi McAfee         | Jasmine Laurenti    |
| Ducky              | Aria Noelle Curzon   | Debora Magnaghi     |
| Petrie             | Jeff Bennett         | Davide Garbolino    |
| Spike              | Rob Paulsen          |                     |
| Mo                 | Rob Paulsen          | Claudio Moneta      |
| Guido              | Rob Paulsen          | Giorgio Bonino      |
| Kosh               | Rob Paulsen          |                     |
| Madre di Petrie    | Tress MacNeille      | Marcella Silvestri  |
| Topsy              | John Ingle           |                     |
| Tria               | Camryn Manheim       | Dania Cericola      |
| Nonno di Piedino   | Kenneth Mars         | Antonio Guidi       |
| Tricia             | Nika Futterman       |                     |
| Fratello di Petrie | Susan Blu            | Patrizia Scianca    |
| Volatore           | Ken Stacey           |                     |
| Volatore           | Windy Wagner         |                     |
| Volatore           | Robert Trow          |                     |
| Spinosauro         | Frank Welker         |                     |
| Padre di Tricky    |                      | Marco Balzarotti    |
| Narratore          | John Ingle           |                     |